# Grigory Gruzman
Grigory Gruzman (* 1956 in Leningrad) ist ein russisch-deutscher Pianist.

## Lebenslauf
Den ersten Klavierunterricht bekam Gruzman im Alter von fünf Jahren. Anschließend besuchte er bis zum Abitur (1974) die spezielle Begabtenschule der Leningrader Musikhochschule. Seine Klavier-Hauptfach-Lehrer dort waren Esfir' Steinbock und anschließend Marina Wolf.
Nach dem Verlassen der Sowjetunion setzte er seine Ausbildung an der Musikakademie in Jerusalem fort. Zunächst studierte er unter der Leitung von Prof. Yali Wagman – ehemaliger Absolvent der New Yorker Juilliard School of Music als Schüler von Rosina Lhévinne. Später wechselte Gruzman in die Klavierklasse von Prof. Gregory Haimowsky – ehemaliger Absolvent des Staatlichen Moskauer P-I-Tschaikowski-Konservatoriums in der Klasse von Prof. Jakov Zack. Das Pflichtfach „Klavier zu vier Händen“ absolvierte er bei Alexander Tamir. 1977 setzte Gruzman sein Studium bei Prof. Witalij Iossifowytsch Margulis an der Musikhochschule Freiburg in Deutschland fort und schloss dieses später mit dem Konzertexamen mit Auszeichnung ab. Während des Studiums besuchte Gruzman mehrere Meisterkurse (u. a. Leon Fleisher, Claude Frank und Alfred Brendel).

## Konzerte und Auszeichnungen
Noch während des Schulbesuchs trat Gruzman ca. 300 Mal in seiner Heimatstadt und in anderen Städten Russlands öffentlich auf. Bereits 1964 wurde sein Spiel u. a. mit Klavierwerken von Waleri Alexandrowitsch Gawrilin vom Leningrader Rundfunk aufgenommen.
Nach Verlassen der Sowjetunion entwickelte Gruzman noch während des Studiums eine immer größer werdende internationale Konzerttätigkeit als Solist und als Kammermusiker.
1982 und 1984 war Gruzman Preisträger der internationalen Klavierwettbewerbe in Monza und in Vercelli. 1986 gründete er zusammen mit dem Cellisten Misha Katz und dem Violinisten Amiram Ganz das Schostakowitsch-Trio, welches bis 1996 eine weltweite intensive Konzerttätigkeit entfaltete (zeitweise bis zu 80 Auftritte jährlich). In ihren letzten vier Jahren war Mikhail Bezverkhni Violinist des Trios. Die internationale Kritik bezeichnete das Schostakowitsch-Trio immer wieder als eines der besten Ensembles der Gegenwart.
Gruzman ist auf den bedeutendsten Bühnen der fünf Kontinente aufgetreten, u. a. Wigmore Hall London, Concertgebouw Amsterdam, Alte Oper Frankfurt, Musikhalle Hamburg, Salle Gaveau Paris, Tschaikowsky-Konservatorium Moskau.
2006 gründete Gruzman mit der Violinistin Irina Grünwald und der Pianistin Ekaterina Kitáeva das Ensemble „Trialogue Musical“ mit acht verschiedenen Darbietungsvarianten und einem teils außergewöhnlichen Repertoire; seit 2012 ist Alina Bercu als Nachfolgerin von Ekaterina Kitáeva im Ensemble tätig.
Die meisten seiner Auftritte gestaltet Gruzman als Gesprächskonzerte, wobei er es schafft, einen Bogen zwischen Information und Unterhaltung zu spannen. Dies kann er bei Bedarf in sechs Sprachen anbieten: Deutsch, Russisch, Englisch, Spanisch, Französisch und Hebräisch.
Als Solist (auch mit Orchester), Kammermusiker und Leiter internationaler Meisterkurse trat er seit 1974 in fast allen europäischen Ländern, im Fernen Osten, in Australien, in Lateinamerika und in den USA weit mehr als 1.000 Mal auf.

## Rezeption
1982 hat Otto Gerdes (Aufnahmeleiter der Deutschen Grammophon) Herbert von Karajan eine Live-Aufnahme Gruzmans mit der Rigoletto-Paraphrase von Franz Liszt  zukommen lassen. „Auf so eine Interpretation der Rigoletto-Paraphrase habe ich mein Leben lang gewartet“, urteilte der Maestro und ließ eine Einladung zu sich nach Salzburg folgen.
Die zahlreichen Triobearbeitungen Gruzmans, die das Schostakowitsch-Trio in sein Stammrepertoire aufgenommen hat, nicht zuletzt die Bearbeitung der „Bilder einer Ausstellung“ von Modest Mussorgsky für Klaviertrio, fanden weltweit eine begeisterte Aufnahme seitens des Publikums und in den Pressebesprechungen.
Fernseh- und Rundfunkanstalten, z. B. SWR, HR, WDR, BR, ZDF sowie diverse TV-Kanäle und Rundfunkstationen in Lateinamerika, Korea, Australien, Frankreich, Holland, Belgien, Dänemark, England, Russland, Litauen etc. haben zahlreiche Einspielungen und Auftritte gesendet.

## Lehr- und Jurytätigkeit
Nachdem Gruzman 1979–1980 als Lehrbeauftragter an der Freiburger Musikhochschule tätig gewesen war, übernahm er 1980, noch während seines Studiums, als einer der jüngsten Dozenten Deutschlands die größte Hauptfach-Klavierklasse an der Akademie für Tonkunst in Darmstadt. 1998 wurde er zum Professor für Klavier an die Hochschule für Musik und Theater Hamburg berufen. 2006 erfolgte die Ernennung zum Professor an der Hochschule für Musik Franz Liszt in Weimar. Im Rahmen dieser Professur unterrichtet er auch besonders talentierte Schüler auch am Hochbegabtenzentrum Musikgymnasium Schloss Belvedere Weimar.
Die von ihm geleiteten Meisterkurse in Deutschland, Österreich, Litauen, Frankreich, Großbritannien, Italien, Schweiz, Kroatien, Portugal, Mexiko, Kolumbien, Russland, China und Thailand erfreuen sich großer Beliebtheit.
Als Pädagoge kann Gruzman auf Erfolge vieler seinen Schüler zurückblicken, die Preisträger und Finalisten verschiedener nationaler und internationaler Wettbewerbe geworden sind (u. a. in Deutschland, Polen, Frankreich, Niederlande, Belgien, England, Italien, Spanien, Schweiz, Hong Kong, Singapur, Japan, USA; ca. 50 Preise).
Zu seinen erfolgreichsten Schülern zählen Preisträger und Gewinner zahlreicher Wettbewerbe: Dirk Mommertz (Fauré Quartett), Sarah Tysman, Hélène Tysman, Alina Bercu, Mariam Batsashvili, Nadeschda Singer, Anna Tyshayeva, Julia Pleninger, Aljoša Jurinić, Can Çakmur, Lovre Marušić, Tomislav Damjanović, Franziska Glemser, Florian Glemser, Rolando Valdés, Dina Ivanova, Vera Andrianova, Deren Wang, Vladislav Federov, Johanna Goranko, Tatjana Kachko und Anna Khomichko.
Gruzman war von 2006 bis 2014 künstlerischer Leiter und Jury-Vorsitzender von drei internationalen Rachmaninov Klavierwettbewerben für Kinder und Jugendliche in verschiedenen Alterskategorien. Seit 2006 ist er Leiter und Jury-Vorsitzender des internationalen Liszt-Wettbewerbes für junge Pianisten in Weimar.
Außerdem wird er oft als Juror zu verschiedenen Wettbewerben im Ausland eingeladen (Litauen, Portugal, Italien, Deutschland, Kroatien, Spanien, China Russland und Mexiko).
Von 2006 bis 2014 war Gruzman als gewählter Präsident der Rachmaninov-Gesellschaft e.V. mit Sitz in Darmstadt tätig. 2013 bis 2018 war er Institutsleiter „Tasteninstrumente“ an der Musikhochschule Weimar. Er ist seit 1993 GEMA-Mitglied.

## Einspielungen
- „LP“ J. Brahms. Zwei Sonaten für Klarinette und Klavier (Klarinette: Julian Milkis). LP, 1986
- A.Arensky (Trio d-Moll) und D.Schostakowitsch (Trio Nr. 2), 1989, nicht veröffentlicht
- S.Rachmaninov (Trio Nr. 1 und Trio Nr. 2), 1994, Sony Classical, nicht veröffentlicht.
- „CD“ M.Mussorgsky. „Bilder einer Ausstellung“ Bearbeitung für Klaviertrio, Trio-Bearbeitung: Grigory Gruzman. CD, 1996.
- „CD“ F.Chopin. 24 Etüden (Op. 10 und Op. 25). CD, 1998, organo phon 90 112
- „CD“ J.S.Bach (5. Französische Suite), F. Gulda („Play Piano Play“), G. Gershwin (Three Preludes), CD 2003, organo phon 90 126
- „CD“ Tschaikowsky: Im Fieberrausch der Töne (Klavierwerke zum Hörbuch „Tschaikowsky - Nadeshda von Meck“), CD 2019, organo phon